# Korenbeurs (Groningen)
De Korenbeurs van Groningen is een gebouw aan de westzijde van de Vismarkt. De beurs, met zijn opvallende neoclassicistische gevel, werd tussen 1862 en 1865 gebouwd, als vervanging van twee kleinere beursgebouwen. Het behoort tot de 'Top 100 van de Rijksdienst voor de Monumentenzorg'.

## Voorgeschiedenis

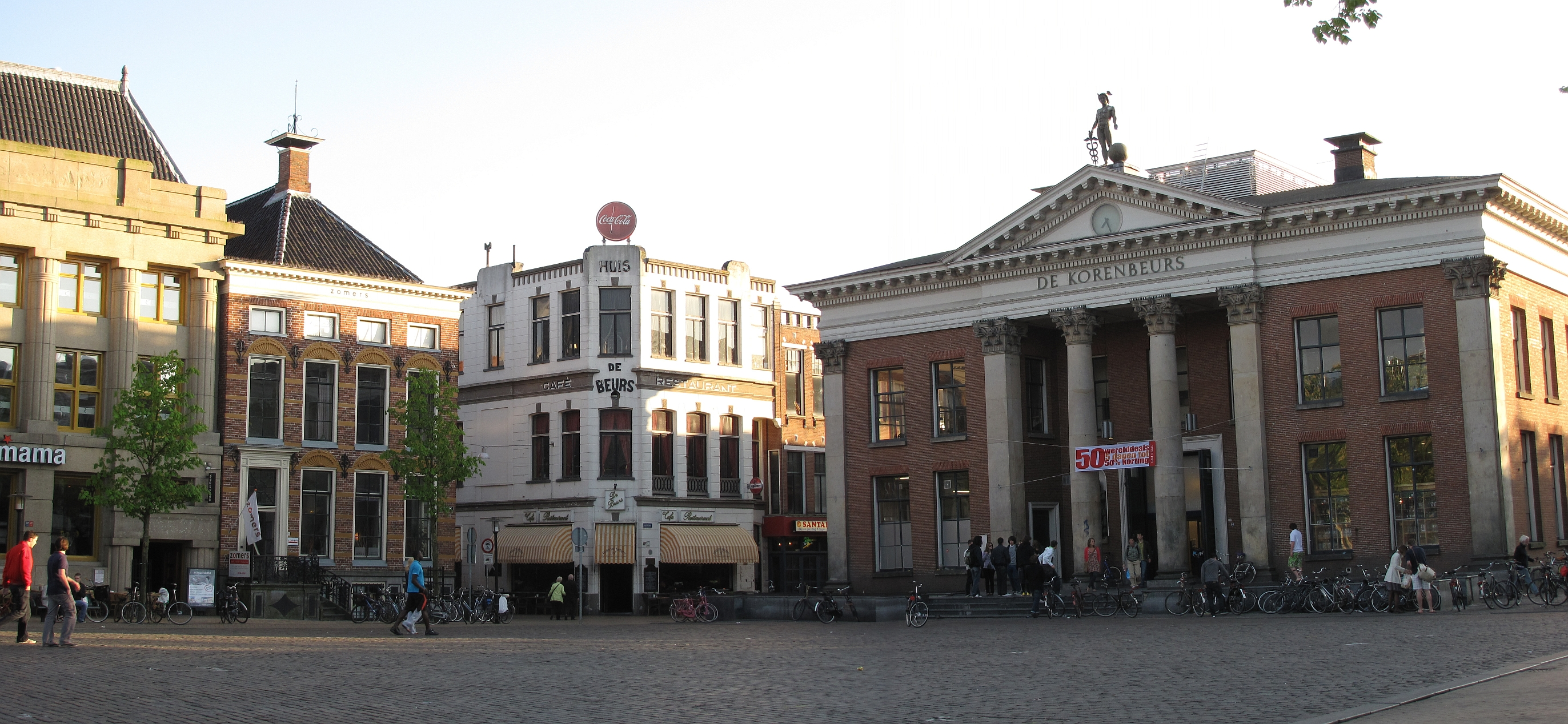
de Korenbeurs met aan de linkerkant Huis de Beurs

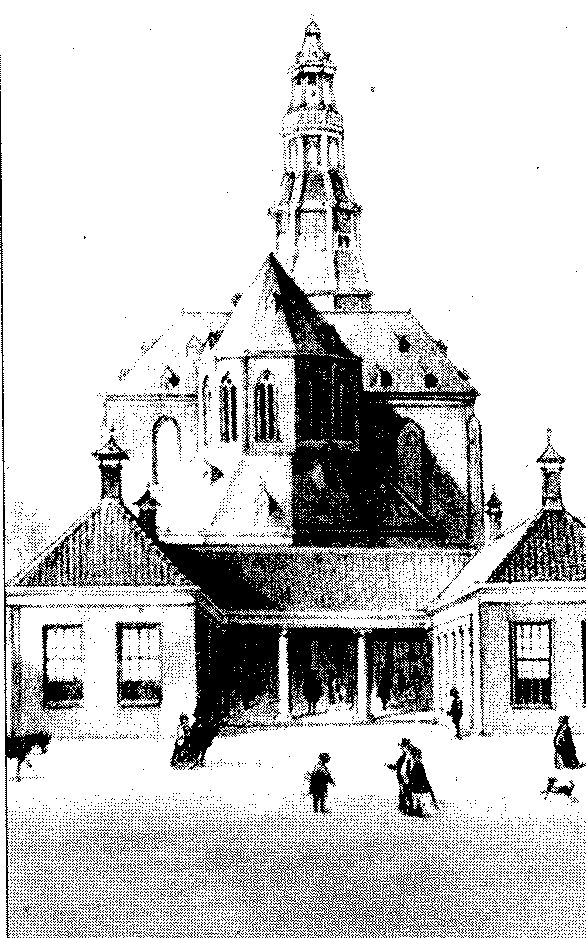
De oude korenbeurs met daarachter de Aa kerk

De eerste Korenbeurs, een houten gebouw, werd gebouwd in 1774. Het teruglopen van de handel in de eerste helft van de negentiende eeuw betekende dat dit vrij eenvoudige gebouw voldeed. Vanaf halverwege de negentiende eeuw begon de handel weer toe te nemen, in die periode maakte de graanteelt in de provincie Groningen een grote bloeitijd door. Het oude houten gebouw werd snel te klein, waarop de handel zich deels verplaatste naar het nabijgelegen café, tegenwoordig Huis de Beurs. Dat werd toch als minder gewenst beschouwd, waarop uiteindelijk de opdracht voor een nieuw beursgebouw werd verleend. In 1862 begon men zodoende met de bouw van het huidige stenen gebouw.

## Het gebouw

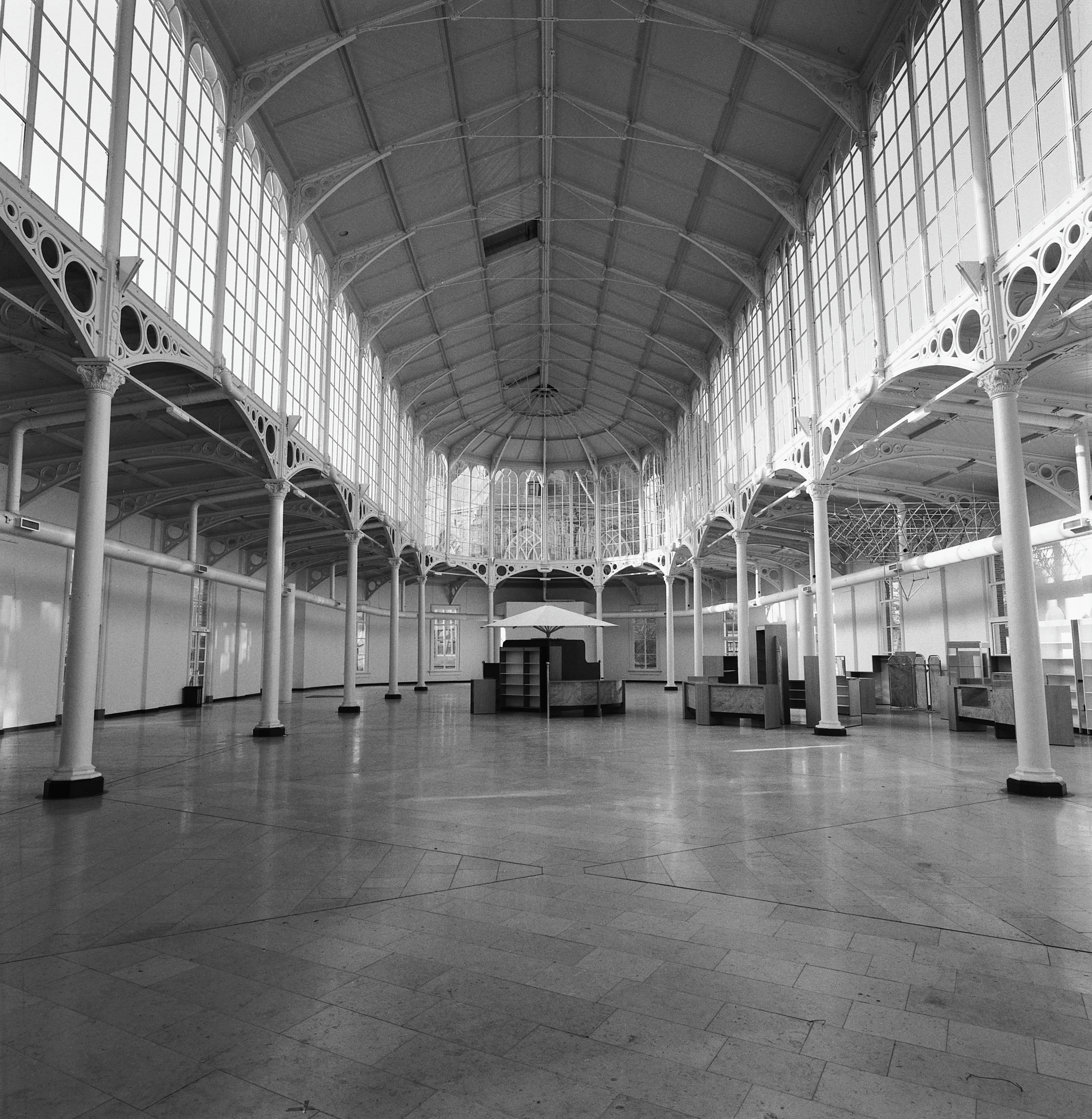
het interieur

Het gebouw, een ontwerp van de Groninger stadsbouwmeester J.G. van Beusekom, is, voor zijn tijd, modern van opbouw, gelet op de gietijzeren constructie en de toepassing van veel glas. Het glas was nodig om veel daglicht te hebben, belangrijk voor het keuren van het graan.
De handelaren, commissionairs genoemd, namen in zakjes monsters van hun aanbod mee. Zij moesten lid zijn van de "Vereeniging de Korenbeurs" en zich bij het nemen van de monsters aan strenge regels houden.
Aan de zijde van de Vismarkt bevindt zich het imposante voorgebouw, met een bijpassende bordestrap. Op het dak staan de figuren van Neptunus (zeevaart), Ceres (landbouw) en Mercurius (handel).
Achter de voorgevel bevindt zich de werkelijke markthal, een grote open ruimte met tafels voor de meegenomen monsters, waar in het verleden de handelaren hun handel konden afwikkelen.
Het bestuur had vergaderruimten aan de voorzijde van het gebouw.
Burgemeester Cort van der Linden maakte zich in de jaren van de wederopbouw kort na de oorlog er sterk voor om het in zijn ogen 'afzichtelijke' gebouw te slopen en een nieuw handelscentrum te bouwen op de plek van de verwoeste gebouwen aan de Grote markt.
De Korenbeurs is aan het einde van de twintigste eeuw gerestaureerd onder leiding van de architect Cor Kalfsbeek.

## Functie
Het gebouw heeft tot in de jaren tachtig van de twintigste eeuw als graanbeurs dienstgedaan, hoewel dat steeds meer een bijkomende activiteit werd. De Koninklijke Vereniging 'De Beurs' heeft nog wel wekelijks vergadering in een van de kantoorruimtes in het gebouw en stelt nog immer daar de wekelijkse graannotering samen voor de Noord Nederlandse akkerbouw en graanhandel. De grote hal is ook gebruikt als sporthal voor onder andere basketbal en volleybal, maar dat werd niet als bevredigende invulling gezien. Ook zat in het gebouw nog enige tijd een filiaal van spiritueel centrum Oibibio, maar dit ging failliet. Sinds juli 2000 is in het gebouw een filiaal van Albert Heijn gevestigd.

## Afbeeldingen

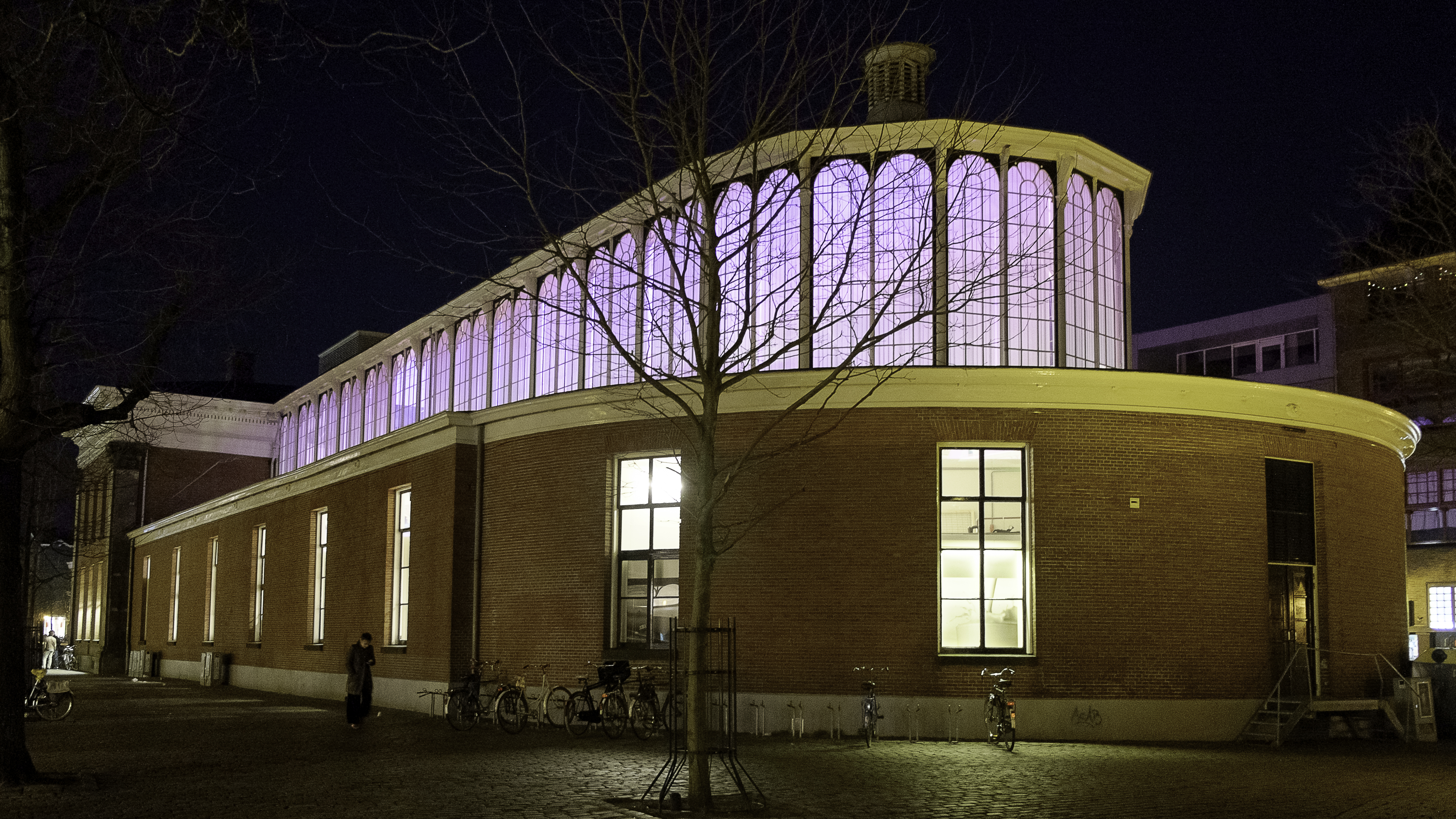
Achterzijde bij avond
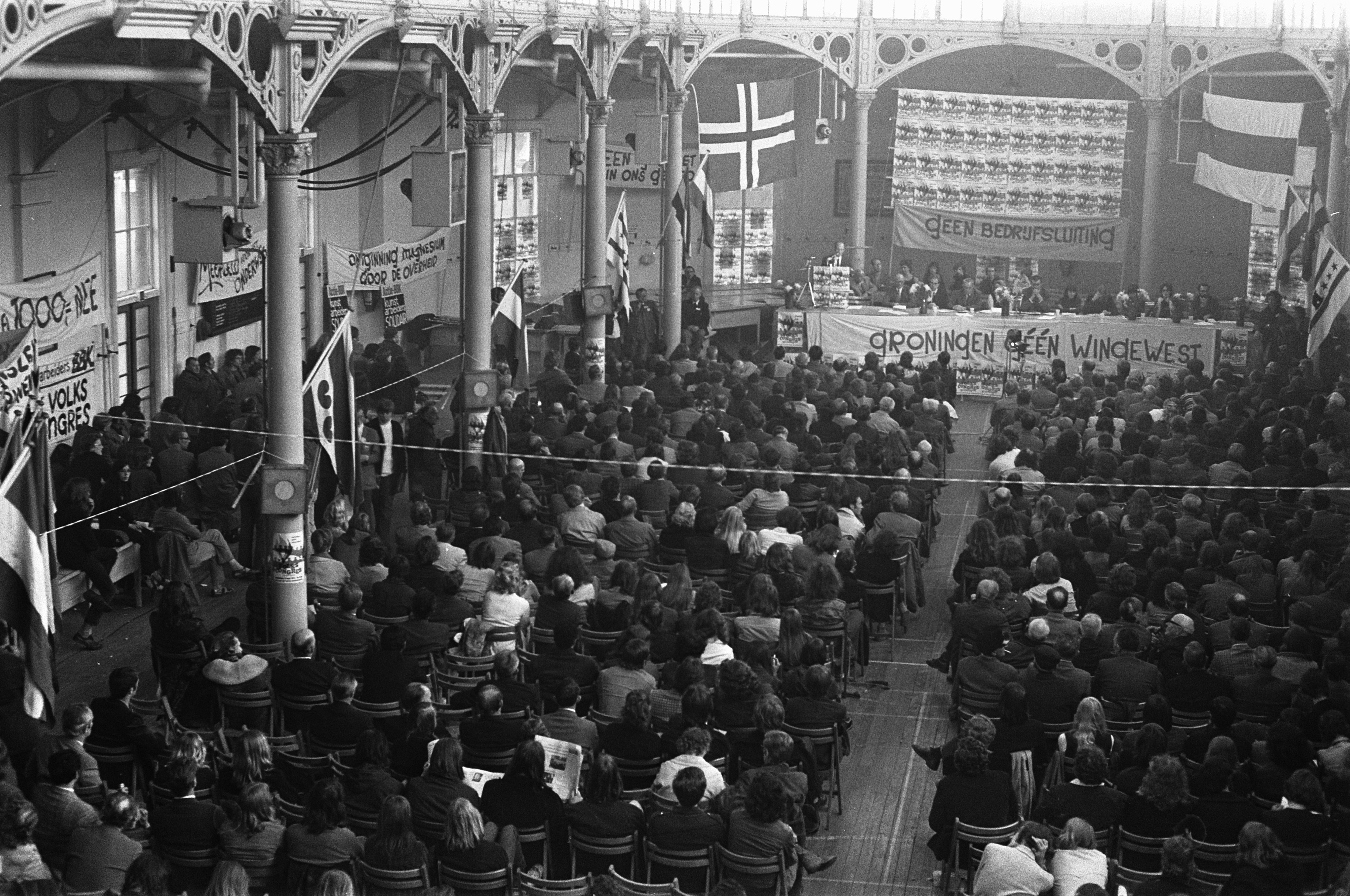
Volkscongres in de Korenbeurs in 1972
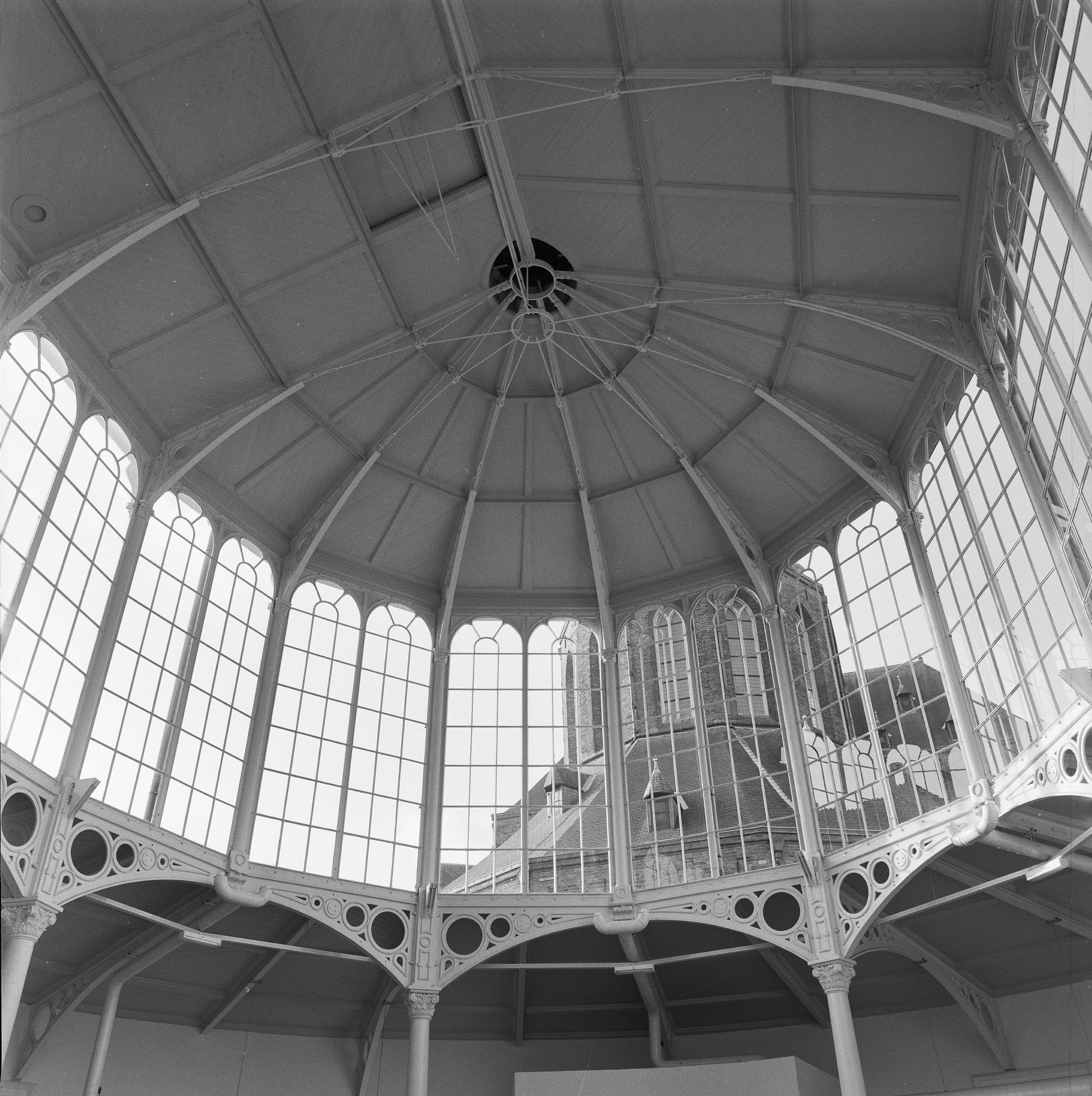
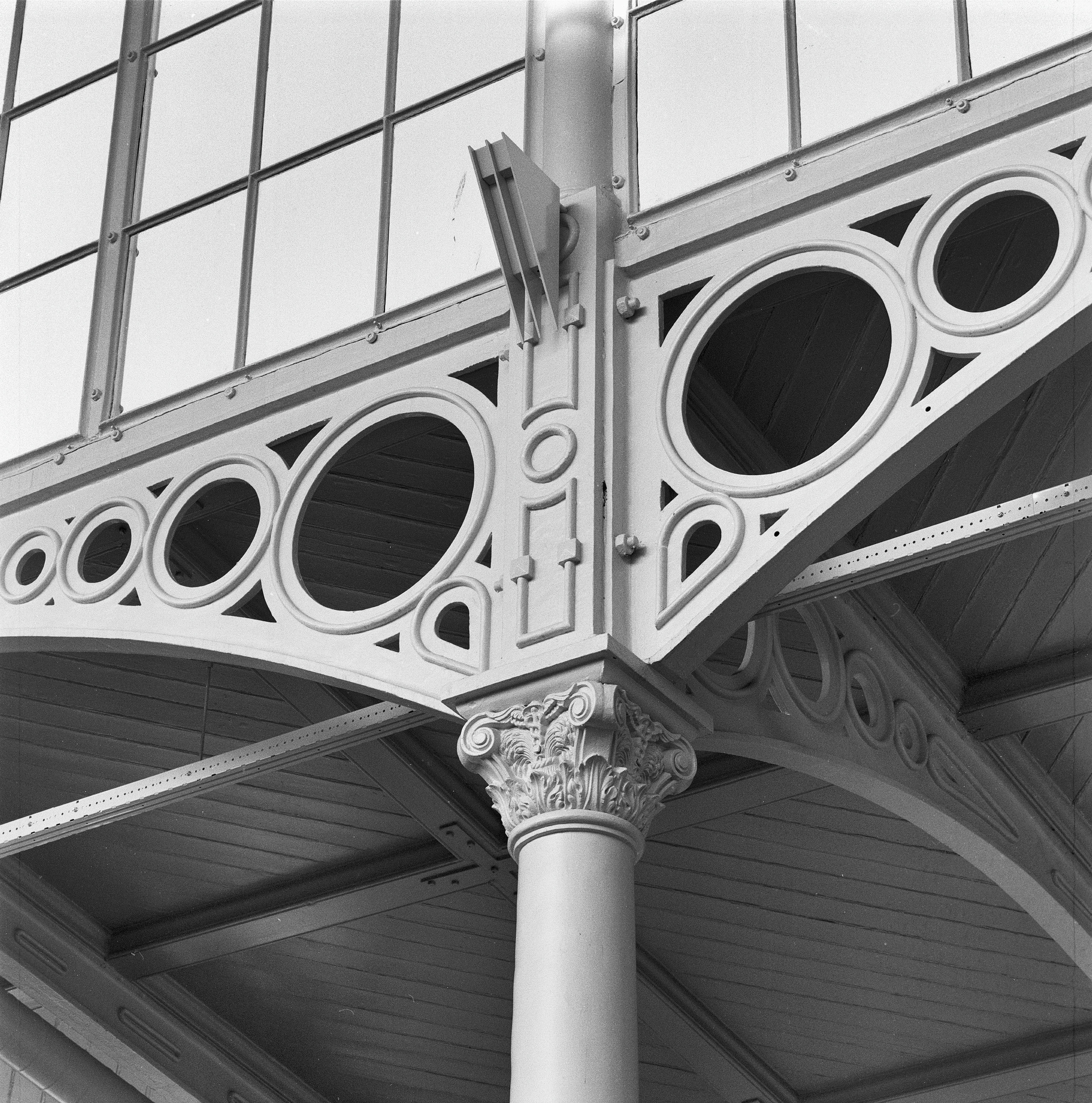
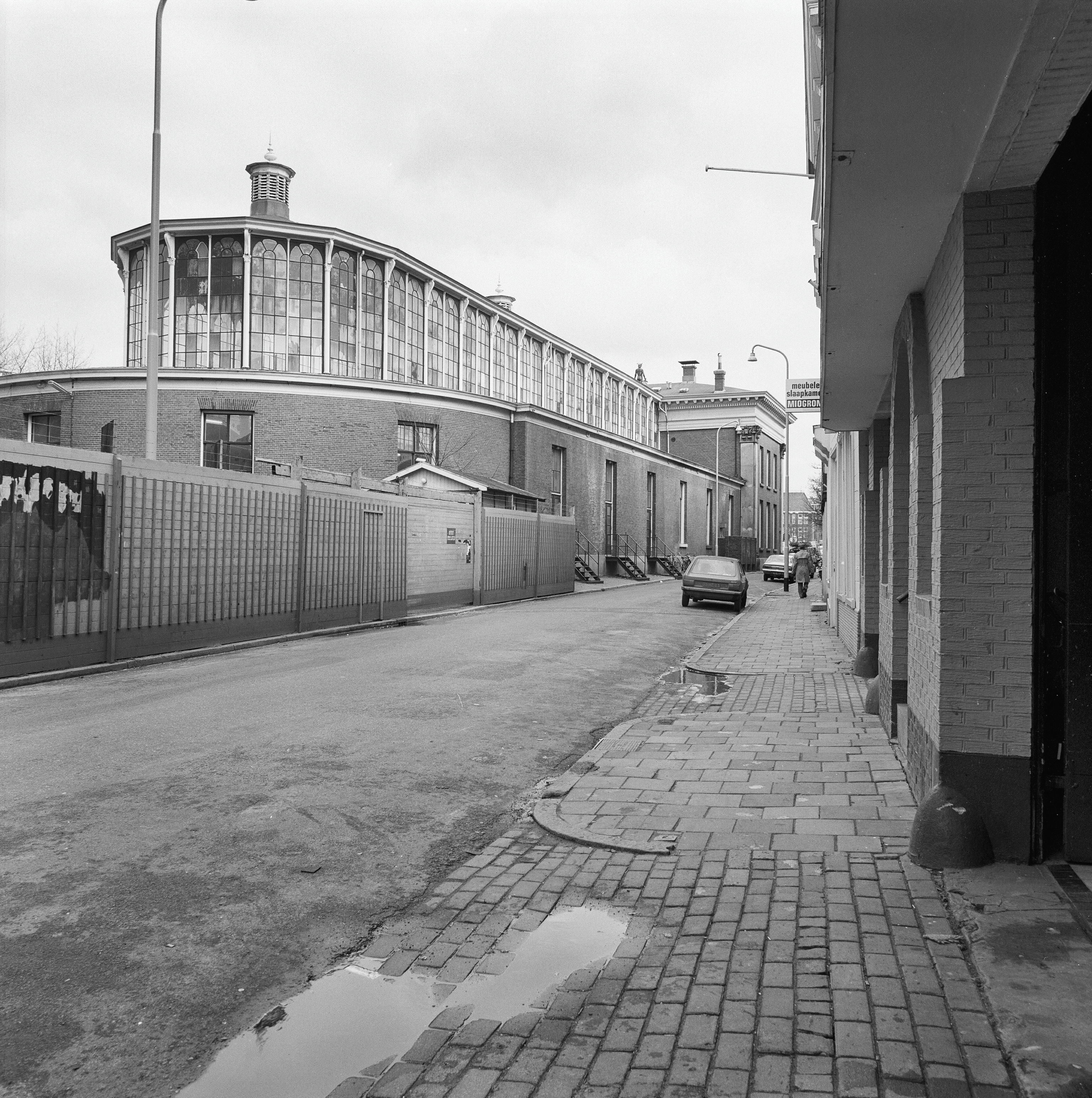
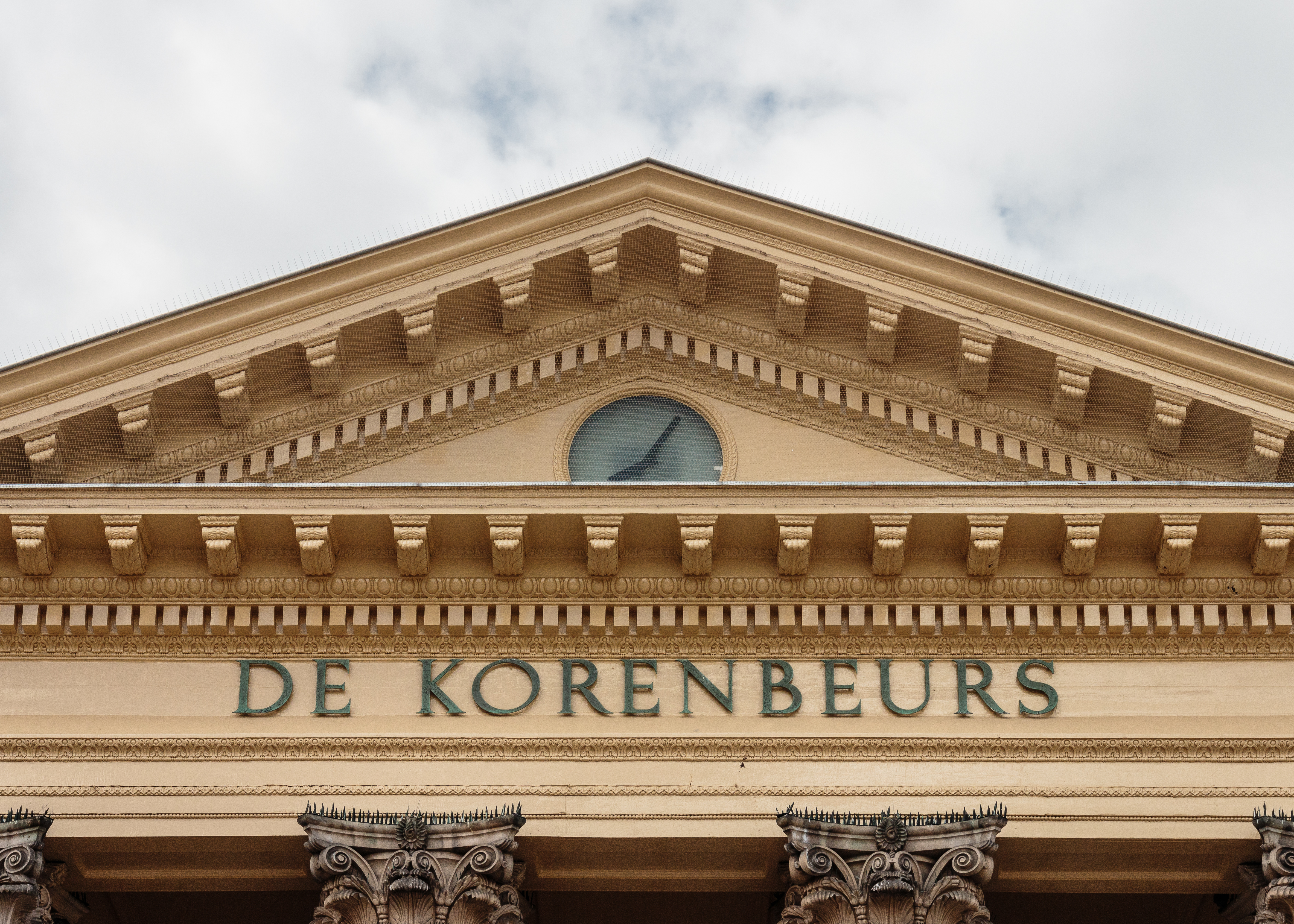
Detail van de voorgevel. (Oostzijde)
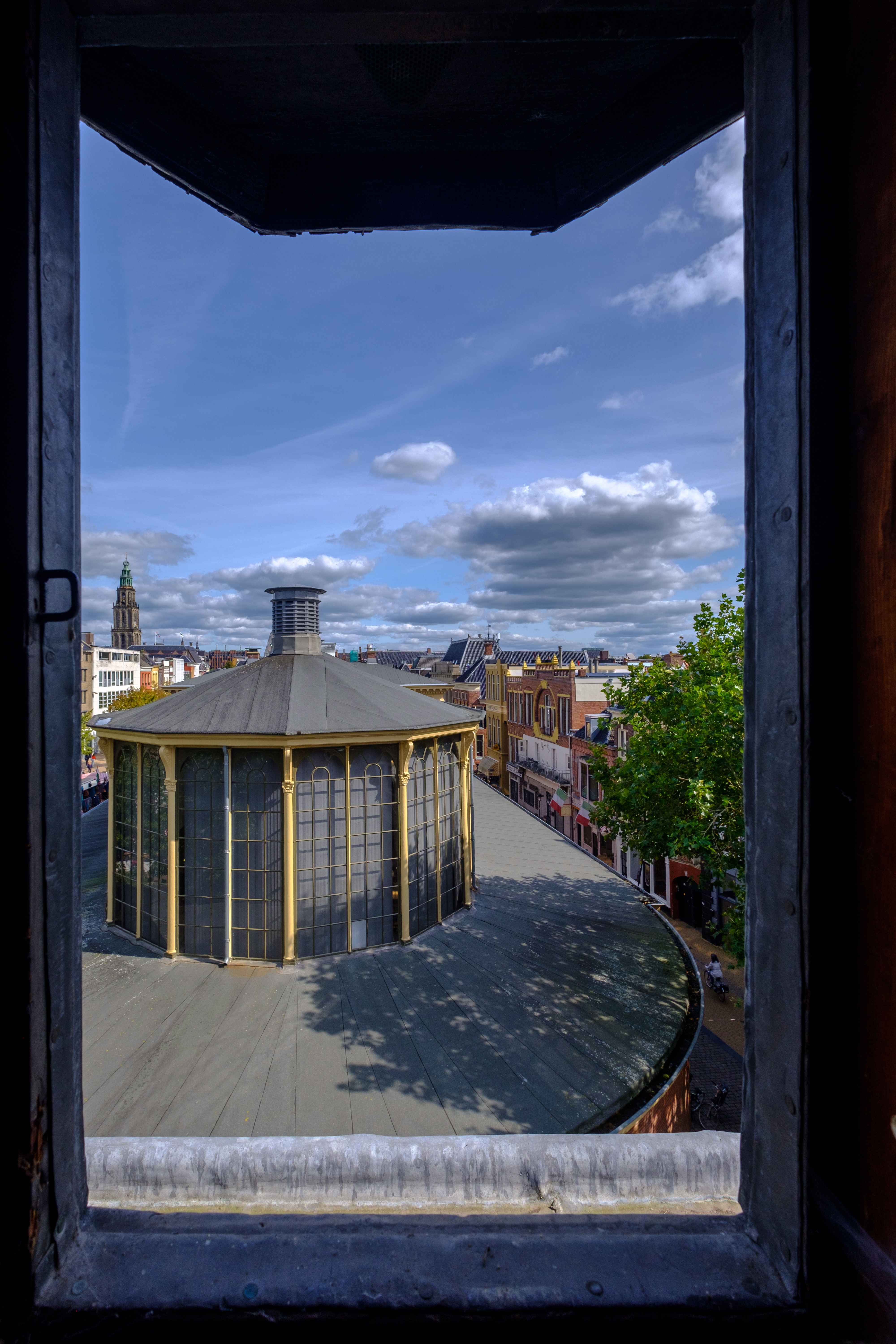
Bovenzijde gezien vanaf de lagere gewelven van de Akerk
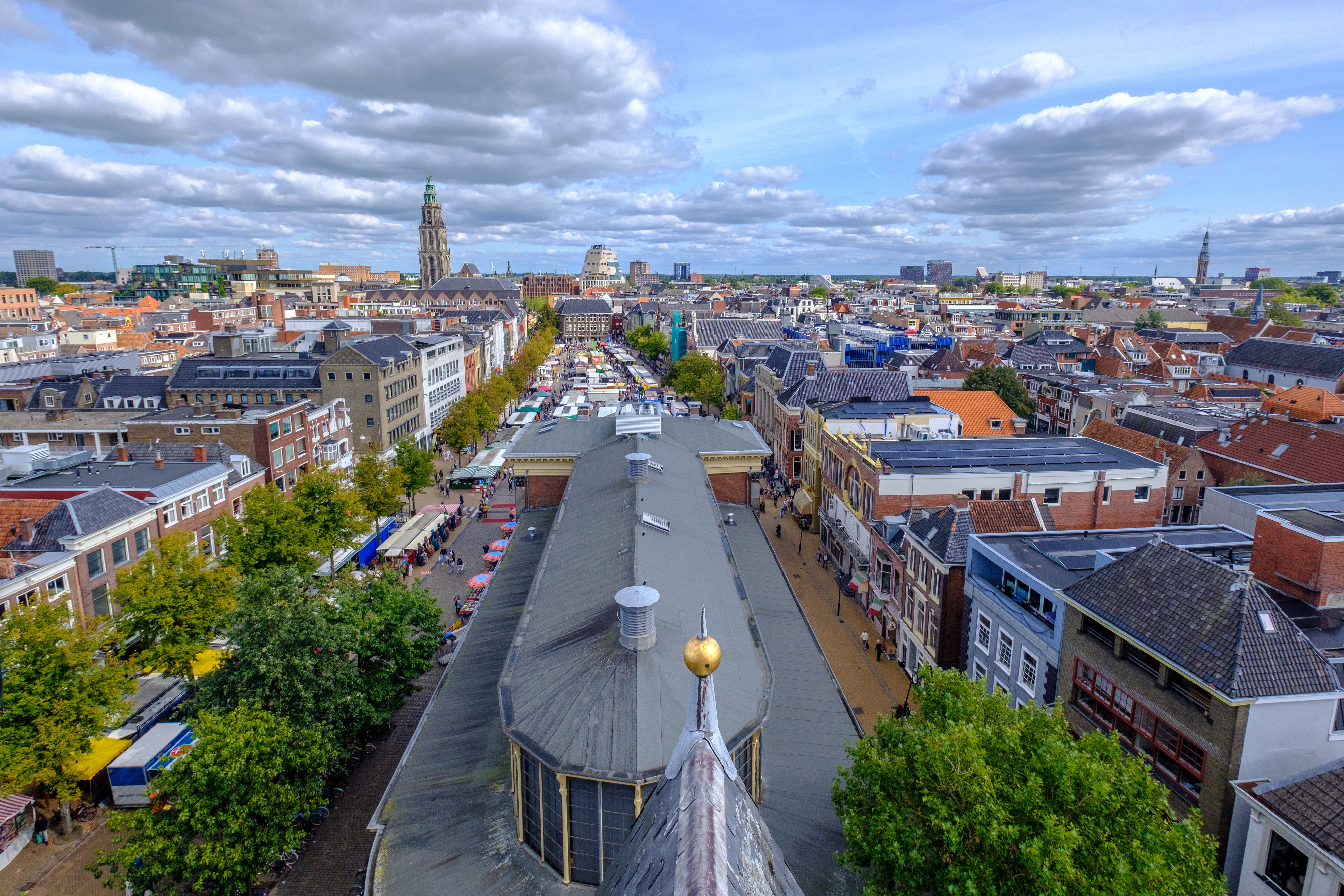
Gezicht vanaf de hogere gewelven van de Akerk over de Korenbeurs naar de VIsmarkt